# Muncimir av Kroatien
Muncimir av Kroatien, död 910, var en kroatisk monark. Han var hertig av Kroatien från 892 till 910.